# My House (Beyoncé)
My House è un singolo promozionale della cantante statunitense Beyoncé, pubblicato il 1º dicembre del 2023 come parte del film documentario Renaissance: a film by Beyoncé.

## Descrizione
Il brano è stato co-scritto e co-prodotto dalla cantante e dal collaboratore di lunga data The-Dream, la canzone vede un cambio nel genere musicale della cantante rispetto alle sonorità adottate nel settimo album in studio Renaissance. Il brano affronta diverse tematiche sociali e personali della cantante, tra cui l'amore per se stessi e di coppia, femminismo, ambientalismo e il rapporto dell'artista con gli haters.

## Accoglienza
Alexis Petridis del The Guardian ha assegnato al brano quattro stelle su cinque, definendolo "genuinamente inaspettato ed emozionante". Petridis ha scritto che il suo sound si allontana dalle sonorità rinascimentali per approdare "all'hip-hop di Houston e all'elettronica astratta", anche se "si dimostra episodico nella struttura" senza un ritornello. Alla fine il critico ha sottolineato che "Beyoncé occupa attualmente un regno in cui fa tutto ciò che vuole, cosa che il potente e poco commerciale My House serve a sottolineare", cosa che "da chiunque altro, Taylor Swift per esempio, sarebbe stato un gesto inaspettatamente sinistro e preconcetto".
Mary Siroky di Consequence ha scritto che Beyoncé "ha tolto alcuni elementi dance e house" ai suoni incorporati in Homecoming: The Live Album, con un "ritmo veramente selvaggio" simile a Single Ladies (Put a Ring on It) e "oscillazioni tonali" della voce. Hattie Lindert di Pitchfork ha anche paragonato la canzone alla "posa di celebrazione di un atleta stellare dopo una partita divina [...] che inizia come un brutto step stomp di squadra che evoca il ruggito unificato di Homecoming del 2018 prima di passare a un taglio house bollente in cui chiede una rivoluzione dell'amore per se stessi."  Ludovic Hunter-Tilney del Financial Times ha descritto la canzone come un "piacevole stomp roboante" in cui gli ascoltatori si "abbandonano al canto potente di Beyoncé".

## Classifiche
| Classifica (2023) | Posizione massima |
| ----------------- | ----------------- |
| Canada            | 64                |
| Irlanda           | 53                |
| Regno Unito       | 56                |
| Stati Uniti       | 57                |